# Lucius Cuspius Pactumeius Rufinus
Lucius Cuspius Pactumeius Rufinus (* ca. 100) war ein römischer Politiker und Senator des 2. Jahrhunderts.
Rufinus stammte aus Pergamon, die Familie der Cuspii war jedoch italischen Ursprungs. Die Pactumeii wiederum waren eine senatorische Familie aus Nordafrika. Rufinus’ mutmaßlicher Vater, Lucius Cuspius Camerinus (Suffektkonsul im Jahr 126), ist erst durch die kürzliche Veröffentlichung von zwei Militärdiplomen bekannt.
Von Kaiser Hadrian in den Senat aufgenommen, wurde Rufinus im Jahr 142 ordentlicher Konsul. Dies ist durch ein Militärdiplom, das auf den 15. Januar 142 datiert ist, belegt. Rufinus setzte sich sehr für das Wohl seiner Heimatstadt Pergamon ein. Unter anderem sorgte er für den Ausbau des Kultbezirks des Asklepieions.
Bei Lucius (oder Gaius) Cuspius Rufinus, Konsul im Jahr 197, handelt es sich wohl um einen Enkel des Rufinus.